# NGC 5490B
NGC 5490B је спирална галаксија у сазвежђу Волар која се налази на NGC листи објеката дубоког неба.
Деклинација објекта је + 17° 33' 6" а ректасцензија 14h 10m 3,8s. Привидна величина (магнитуда) објекта NGC 5490 износи 14,9 а фотографска магнитуда 15,6. NGC 5490B је још познат и под ознакама MCG 3-36-67, CGCG 103-97, KUG 1407+177, PGC 50572.